# Per Gulbrandsen
Per Ziegler Gulbrandsen, norveški veslač, * 18. julij 1897, † 2. november 1963.
Gulbrandsen je za Norveško s četvercem s krmarjem na Poletnih olimpijskih igrah 1920 osvojil bronasto medaljo.